# Petroica fumada
La petroica fumada (Peneothello cryptoleuca) és un ocell de la família dels petròicids (Petroicidae).

## Hàbitat i distribució
Viu entre la malesa del bosc de les muntanyes de l'oest de Nova Guinea.